# 41e régiment de mitrailleurs d'infanterie coloniale
Ne doit pas être confondu avec 41e régiment d'infanterie coloniale.
Pour les articles homonymes, voir 41e régiment.
Le 41e régiment de mitrailleurs d'infanterie coloniale est une unité de l'armée de terre française. Formée de tirailleurs malgaches, elle est créée en 1923 et combat pendant la Seconde Guerre mondiale.

## Historique

### Entre-deux-guerres
Le 41e régiment de tirailleurs coloniaux (41e RTC) est créé le 1er octobre 1923, en partie avec des vétérans du 1er régiment de chasseurs malgaches. Ce régiment, ex-12e bataillon de chasseurs malgaches (BCM) et décoré de la croix de guerre 1914-1918, avait été renforcé en 1917 par des cadres du 41e régiment d'infanterie coloniale et c'est à ce titre que le 41e RTC porte le numéro 41. Il hérite cependant des traditions du 12e BCM et non du 41e RIC.
En 1925, le régiment devient le 41e régiment de tirailleurs coloniaux de marche et part au Maroc, combattre dans la Guerre du Rif.
Le 41e régiment de tirailleurs malgaches est recréé le 2 mars 1926 à partir du dépôt du 41e RTC. En 1928, le 44e bataillon de mitrailleurs malgaches quitte Reims et rejoint La Roche-sur-Yon où il devient 3e bataillon du 41e RTC. Les deux autres bataillons du régiment quittent Rennes et Vitré et partent en garnison à Fontenay-le-Comte,. Le régiment est alors constitué de malgaches encadrés par des Blancs.
En 1931, il est renommé 41e régiment de mitrailleurs malgaches puis le 5 mai 1933, 41e régiment de mitrailleurs d'infanterie coloniale, composé en plus grande proportion d'européens. Il rejoint Toul à cette date, puis Puttelange-aux-Lacs et Sarralbe vers 1935. Il est rattaché à la 3e division d'infanterie coloniale en temps de paix.

### Seconde Guerre mondiale
À la mobilisation de 1939, le 41e régiment de mitrailleurs d'infanterie coloniale est dédoublé et ses éléments européens participent à la formation du 51e régiment de mitrailleurs d'infanterie coloniale. Le 41e régiment de mitrailleurs d'infanterie coloniale est commandé par le colonel Tristani et est rattaché au Secteur fortifié de la Sarre.
Le régiment combat en juin 1940, en défense de la Ligne Maginot. Il est cité à l'ordre de l'armée et reçoit la croix de guerre 1939-1945 avec palme : 

« régiment d'élite. Sous le commandement énergique du colonel Tristani a tenu un secteur sur le front de la Sarre pendant toute la durée de la guerre. Le 14 juin 1940 ayant subi une puissante offensive ennemie préparée depuis des semaines et menée par des forces très supérieures, a, en dépit de la violence des attaques appuyées par un bombardement intense d'artillerie et d'aviation, maintenu intégralement ses positions et infligé à l'ennemi un échec des plus sévères. Du 15 au 22 juin, conformant ses mouvements à la manœuvre en retraite des troupes de l'est, est malgré de lourdes pertes, l'extrême fatigue, la pénurie de vivres et de munitions, défendu le terrain pied à pied. Grâce à la froide résolution des cadres et de la troupe, par l'habileté de la manœuvre, par la vigueur des contre-attaques, notamment le 17 juin au passage du canal de la Marne au Rhin, le 18 juin à Réchicourt, a conservé jusqu'à la fin son ascendant sur l'ennemi. »

## Drapeau du régiment
Les noms des batailles s'inscrivent en lettres d'or sur le drapeau :
- L'Aisne 1918
- Vauxaillon 1918

## Décorations
Le régiment est décoré de la croix de guerre 1939-1945 avec une palme (une citation à l'ordre de l'armée), de la croix de Guerre 1914-1918 avec 3 palmes et de la croix de guerre des Théâtres d'opérations extérieurs avec 2 palmes[réf. à confirmer].
Le régiment porte la fourragère aux couleurs de la croix de guerre 1914-1918.

## Insigne
Ancre brochée d’une rondache bleue chargée d’une tête de tigre.

## Personnalités ayant servi au régiment
- Jacques Fitamant (1905-1980), militaire français, compagnon de la Libération ;
- Jacques Massu (1908-2002), général français, compagnon de la Libération ;
- Roger Trinquier (1908-1986), officier français ;
- André Sorret (1918-1949), compagnon de la Libération.